# Urajärvi (sjö i Finland, Päijänne-Tavastland)
Urajärvi är en sjö i Finland. Den ligger i kommunen Asikkala i landskapet Päijänne-Tavastland, i den södra delen av landet, 120 km norr om huvudstaden Helsingfors. Urajärvi ligger 98,6 meter över havet. Den är 16,63 meter djup. Arean är 4,46 kvadratkilometer och strandlinjen är 29,52 kilometer lång. Sjön  ingår i Kymmene älvs huvudavrinningsområde.   I omgivningarna runt Urajärvi växer i huvudsak blandskog. Den sträcker sig 5,5 kilometer i nord-sydlig riktning, och 2,1 kilometer i öst-västlig riktning.
I övrigt finns följande i Urajärvi:
- Lehtinen (en ö)
- Salmensaaret (en ö)
- Korppinen (en ö)
- Koppisaaret (en ö)
- Pässisaari (en ö)
- Vitilä (en ö)
- Kiiansaari (en ö)
- Vaskosaari (en ö)
- Uusisaari (en ö)
- Malkosaari (en ö)
- Petäjäsaari (en ö)
- Rovatsaari (en ö)
- Pyöreäsaari (en ö)
- Pimeäsaari (en ö)
- Laitasaari (en ö)